# Roy Fielding
Roy Thomas Fielding (Laguna Beach, 1965) è un informatico statunitense, uno dei più importanti esperti di reti di computer e architetture di reti, uno dei principali architetti nella definizione del protocollo HTTP e cofondatore del progetto Apache HTTP Server.
Nel 1999 è stato indicato dal MIT Technology review TR100 come uno dei 100 maggiori innovatori al mondo con un'età inferiore ai 35 anni. Nel 2000 ha ricevuto un dottorato dall'Università della California - Irvine.

## Contributi
La tesi di dottorato di Fielding, Architectural Styles and the Design of Network-based Software Architectures, descrive il REpresentational State Transfer (REST) come un principio architetturale chiave del World Wide Web, ricevendo grande attenzione. Oggi numerosi professionisti del settore utilizzano il REST quale approccio per lo sviluppo di Web services, come alternativa ad altre specifiche di computing distribuito, come SOAP. Fielding inoltre ha svolto un ruolo primario nella progettazione degli standard attuali per Internet via Hypertext Transfer Protocol (HTTP/1.1) ed è stato coautore degli Uniform Resource Identifier (URI) e URI Templates. È stato anche cofondatore del progetto Apache HTTP Server, e membro dell'Interim OpenSolaris Board, fino a che rassegnò le proprie dimissioni nel 2008, deluso dal fatto che la Sun Microsystem, non permetteva alla comunità di aderenti al progetto di influenzare le decisioni di sviluppo. Fu a capo della Apache Software Foundation nei primi tre anni della sua costituzione (1999-2002), in seguito è rimasto tra i membri del consiglio.
Nel settembre 2012, fu contestato per aver inserito una modifica al server HTTP Apache in grado di disabilitare l'opzione di non-tracciamento di Internet Explorer 10, in risposta alla notizia che Microsoft avrebbe reso di default tale impostazione. .
Attualmente lavora come Scienziato senior principale alla Adobe a San Jose in California (USA).

### Protocollo Waka
Tra il 2002 e il 2006 ha lavorato sul protocollo Waka, un protocollo applicativo inteso come un "rimpiazzo all'HTTP, binario e basato su token" Secondo la sua filosofia ,il protocollo era "... progettato per corrispondere all'efficienza dello stile architetturale REST". Tale protocollo ha preso il nome da un tipo di canoa Maori. Nel 2002 venne presentato nel corso di una conferenza all'ApacheCon. Nell'agosto del 2006 Fielding ha dichiarato che il progetto Waka "... era interamente progettato nella mia testa, non vi era un solo pensiero su carta... mi trovavo quasi al punto di poterne fare un progetto aperto." Alcune delle caratteristiche di Waka includono:
- nuove richieste semantiche (nuovi metodi per monitorare e creare risorse);
- autodescrittivo (tipo esplicito, ambito di azione, collegamento di risposte a richieste);
- permettere risposte non sollecitate;
- sintassi uniforme indipendentemente dal tipo e dalla direzione;
- estensibilità tramite URI;
- macro lato client.

## Personale
Fielding si descrive come "... in parte maori, in parte kiwi, in parte americano, in parte irlandese, in parte scozzese, in parte inglese, e in parte bighellone, tipo da spiaggia californiana..."..